# Mío: Paulina y sus éxitos
Mio: Paulina y sus éxitos es un álbum recopilatorio de la cantante mexicana Paulina Rubio, publicado el 18 de julio de 2006 por el sello EMI Latin. El disco fue lanzado en CD y descarga digital en dos discos; el primero es un disco compacto de 20 canciones en una edición estándar, mientras que el segundo es un DVD con 4 videos musicales. La lista de canciones seleccionadas comprende los éxitos más conocidos de la cantante y las canciones más aclamadas durante su etapa musical con EMI. 
Jason Birchmeier del sitio Allmusic lo calificó con tres estrellas de cinco y lo recomendó si «si quieres explorar las primeras grabaciones de Rubio». Su composición estuvo a cargo de ella misma, Karla Aponte, Marella Cayre, Marco Flores, J.R. Flórez, Don Matamoros, KC Porter y C. Valle.

## Lista de canciones
| Mío: Paulina y sus éxitos — CD, descarga digital |                                |                                                                     |                              |          |  |
| N.º                                              | Título                         | Escritor(es)                                                        | Productor(es)                | Duración |  |
| 1.                                               | «Te Daría Mi Vida»             | C. Sánchez · C. Valle                                               | Miguel Blasco                | 4:12     |  |
| 2.                                               | «Mío»                          | José Ramón Flórez · Valle                                           | José Ramón Flórez · Blasco   | 3:46     |  |
| 3.                                               | «Amor De Mujer»                | Flórez · Valle · Gian Pietro Felisatti                              | Blasco                       | 3:54     |  |
| 4.                                               | «Enamorada»                    | Paulina Rubio · Valle                                               | Paulina Rubio · Marco Flores | 3:30     |  |
| 5.                                               | «Despiértate»                  | Rubio · Erlandsson, Lenander, Morel · Per Magnusson · David Kreuger | Rubio · Flores               | 3:12     |  |
| 6.                                               | «Él Me Engañó»                 | Don Matamoros · Valle                                               | Don Matamoros · Blasco       | 4:11     |  |
| 7.                                               | «Sangre Latina»                | Flórez · Valle                                                      | Blasco                       | 4:38     |  |
| 8.                                               | «Miel Y Sal»                   | Karla Aponte · Cesar Lemos · Marcello Azevedo                       | Flores                       | 4:14     |  |
| 9.                                               | «Vuelve Junto A Mí»            | Sánchez · Valle                                                     | Blasco                       | 3:37     |  |
| 10.                                              | «Solo Por Ti»                  | Flores                                                              | Flores                       | 4:17     |  |
| 11.                                              | «Bésame En La Boca»            | Adrián Posse · Didi Gutman                                          | Adrián Posse                 | 3:53     |  |
| 12.                                              | «Tú Y Yo»                      | Flores · KC Porter                                                  | Flores · KC Porter           | 4:07     |  |
| 13.                                              | «Pobre Niña Rica»              | Graciela Carballo · Mario Pupparo                                   | Flores                       | 3:38     |  |
| 14.                                              | «Hoy Te Dejé De Amar»          | Flores                                                              | Flores                       | 3:57     |  |
| 15.                                              | «Sola»                         | Valle · Sánchez                                                     | Blasco                       | 5:17     |  |
| 16.                                              | «Si Te Marchas Con Otra»       | Valle · Sánchez                                                     | Blasco                       | 3:56     |  |
| 17.                                              | «Sabor A Miel»                 | Flórez · Valle                                                      | Blasco                       | 3:33     |  |
| 18.                                              | «Abriendo Las Puertas Al Amor» | Felisatti · Flórez                                                  | Blasco                       | 4:38     |  |
| 19.                                              | «Nada Puedes Hacer»            | Don Matamoros · Valle · Sánchez                                     | Don Matamoros · Valle        | 4:26     |  |
| 20.                                              | «Maldito Amor»                 | Sánchez · Valle                                                     | Blasco                       | 3:36     |  |
| 80:21                                            |                                |                                                                     |                              |          |  |

| Mío: Paulina y sus éxitos — DVD |                 |          |  |
| N.º                             | Título          | Duración |  |
| 1.                              | «Mío»           | 3:44     |  |
| 2.                              | «Amor De Mujer» | 5:52     |  |
| 3.                              | «Él Me Engañó»  | 4:10     |  |
| 4.                              | «Solo Por Ti»   | 4:18     |  |
| 13:16                           |                 |          |  |